# Janiewice
Janiewice (deutsch Jannewitz) ist ein Dorf in der polnischen Woiwodschaft Westpommern und gehört zur Gmina Sławno (Schlawe) im Powiat Sławieński.

## Geographische Lage
Das alte Bauerndorf Janiewice liegt elf Kilometer südöstlich der Kreisstadt Sławno, eingebettet zwischen Bagno Ostrowiec (Wusterwitzer Moor) und Jezioro Łętowskie (Lantower See). Im Ort treffen drei Nebenstraßen aufeinander, die von Pomiłowo (Marienthal), Żukowo (Suckow) bzw. Krąg (Krangen) kommen. Bis 1945 bestand über die Bahnstation Suckow Anschluss an die Reichsbahnstrecke Schivelbein – Gramenz – Bublitz – Pollnow – Zollbrück.
Nachbarorte von Janiewice sind: im Norden Brzeście (Hohenzollerndorf), im Osten Łętowo (Lantow), im Süden Osowo (Wussow) und Podgóry ((Wendisch) Puddiger) (beide bereits in der Woiwodschaft Pommern) und im Westen Ostrowiec (Wusterwitz).
Die Feldmark von Janiewice erreicht eine Höhe von 70 Metern über NN., ist hügelig und von kleinen Wäldern bewachsen. Im Westen liegen die Wiesen im Urstromtal der Rakówka (Krebsbach).

## Ortsname
Der Ortsname dürfte von dem Vornamen Jan abzuleiten sein, der die niederdeutsche und in die slawischen Sprache eingegangene Form von Johannes ist. Janewic ist „der Sohn des Johannes“. Auf welchen Namensgeber die Ortsbezeichnung zurückgeht, ist nicht bekannt.

## Geschichte
Janiewice soll wendischen Ursprungs sein. Schon in der Frühzeit hatte es einen geschlossenen Ortskern um den Dorfteich herum. Jannewitz (wie auch die nahe gelegenen Orte Varzin (polnisch: Warcino) und Beßwitz (Biesowice)) ist ein altes Zitzewitzsches Lehen. Der erste nachgewiesene Besitzer auf Jannewitz ist Martin von Zitzewitz von 1442 bis 1460. Im 16. Jahrhundert gehört der Ort mit 25 Bauern, 1 Kossäten, 1 Küster dem Jacob von Zitzwitz.
Im Dreißigjährigen Krieg wurde Jannewitz nahezu ganz vernichtet. In der Zeit von 1679 bis 1690 wird es deshalb Stück für Stück an Adam von Podewils auf Krangen verkauft. Zu Beginn des 19. Jahrhunderts war das Gut im Besitz der Familie von Blumenthal. Diese verkaufte es 1874 an den Fürsten von Hohenzollern-Sigmaringen, der die umliegenden und in seinem Besitz befindlichen Güter Suckow (Żukowo) und Lantow (Łętowo) und Quäsdow (Gwiazdowo) von Jannewitz aus verwalten ließ.
Die Rentabilität der Güter konnte in den folgenden Jahrzehnten nicht aufrechterhalten werden. So entschloss man sich, die landwirtschaftlichen Flächen aufzusiedeln.
Die Einwohnerzahl der Gemeinde Jannewitz stieg kontinuierlich an: lebten im Jahre 1818 hier 194 Menschen, so waren es 1867 bereits 619, 1895 schon 649, und 1939 sogar 730. Im heute polnischen Janiewice wohnen jetzt wieder 529 Menschen.
Die Gemarkungsgröße von Jannewitz betrug vor 1945 insgesamt 2870,5 Hektar. Der Ort gehörte damals zum Amts- und Standesamtsbezirk Suckow und zum Amtsgerichtsbereich Schlawe. Er lag im Landkreis Schlawe i. Pom. im Regierungsbezirk Köslin der preußischen Provinz Pommern. Am 5. März 1945 begaben sich die Jannewitzer vor der herannahenden Roten Armee auf die Flucht in Richtung Stolpmünde. Doch schon hinter Alt Schlawe wurde der Treck überrollt, geplündert und zur Heimkehr gezwungen.

### Ortsgliederung vor 1945
Vor 1945 gehörten zur Gemeinde Jannewitz sechs Ortschaften bzw. Wohnplätze:
1. Bornemannshof (polnisch: Dąbrowiec) war ein Weiler von 4 Gehöften, zwei Kilometer nordwestlich von Jannewitz am Talhang zum Krebsbach (Rakówka);
2. Eulenberg (Krzeszewo) war Vorwerk und Ziegelei, als Gutsvorwerk zwei Kilometer südlich von Jannewitz mit zwei Gehöften;
3. Klarenwerder (Chomiec) war ein Weiler von 15 Gebäuden südwestlich von Jannewitz, wurde 1874 vom Fürsten von Hohenzollern-Sigmaringen übernommen, damals bestand noch Flusszoll an der Mühle;
4. Kawelberg (Kowale) lag am Weg nach Quäsdow;
5. Sandhof (Białkowo) war eine Fürstlich Hohenzollernsche Försterei am Chomitzsee drei Kilometer südwestlich von Jannewitz;
6. Waldhof (Miłostowo) war ein früheres Gutsvorwerk 1,5 Kilometer südöstlich von Jannewitz mit dem Abbau Waldhofer Weg und bestand aus acht Gehöften.

## Kirche
Jannewitz war vor 1945 überwiegend evangelisch. Kirchdorf war Suckow, zu dessen Kirchspiel auch die Orte Lantow und Quäsdow gehörten. Es lag im Kirchenkreis Schlawe der Kirchenprovinz Pommern der Kirche der Altpreußischen Union. Letzter deutscher Geistlicher war Pastor Erich Mett. Kirchenbücher aus den Jahren 1692 bis 1761 sind noch vorhanden und werden bei der Zentralstelle für Genealogie in Leipzig aufbewahrt.
Seit 1945 ist Janiewice überwiegend römisch-katholisch. Der Ort ist kirchlich nach Żukowo ausgerichtet, das jetzt zum Dekanat Sławno im Bistum Köslin-Kolberg der Katholischen Kirche in Polen gehört. Hier noch lebende evangelische Kirchenglieder werden vom Pfarramt Koszalin (Köslin) in der Diözese Pommern-Großpolen der Evangelisch-Augsburgischen Kirche in Polen betreut.

## Schule
Die Schule wurde in Jannewitz vor 1945 zweiklassig betrieben. Durch die Versiedelung des Gutes war die Schülerzahl gewachsen, und das frühere Schweizerhaus wurde mit einer Klasse zum zweiten Schulhaus ausgebaut.